# أكاديمية العلوم والفنون في كوسوفو
أكاديمية كوسوفو للعلوم والفنون (بالألبانية: Akademia e Shkencave e Arteve e Kosovës)‏ هي الأكاديمية الوطنية لكوسوفو. تأسست الأكاديمية في 20 ديسمبر 1975، بقرار من برلمان كوسوفو. وكان أول رئيس لها هو إسعد مكولي الذي يُلقب بأب الشعر الألباني الحديث في يوغوسلافيا. تضُم الأكاديمية أربعة أقسام هي قسم اللغويات والأدب، وقسم العلوم الاجتماعية، وقسم العلوم الطبيعية وقسم الفنون.